# 王寶田 (光緒丙子進士)
王寶田（？—？），山東省萊州府即墨縣人，清朝政治人物。同進士出身。
光緒二年（1876年），參加丙子恩科會試，得貢士第229名。殿試登進士3甲第102名。同年五月（6月3日），經吏部掣簽，授即用知縣。